# Streptocarpus ibityensis
Streptocarpus ibityensis är en tvåhjärtbladig växtart som beskrevs av Jean-Henri Humbert. Streptocarpus ibityensis ingår i släktet Streptocarpus och familjen Gesneriaceae. Inga underarter finns listade i Catalogue of Life.